# 唐鍾馗全傳

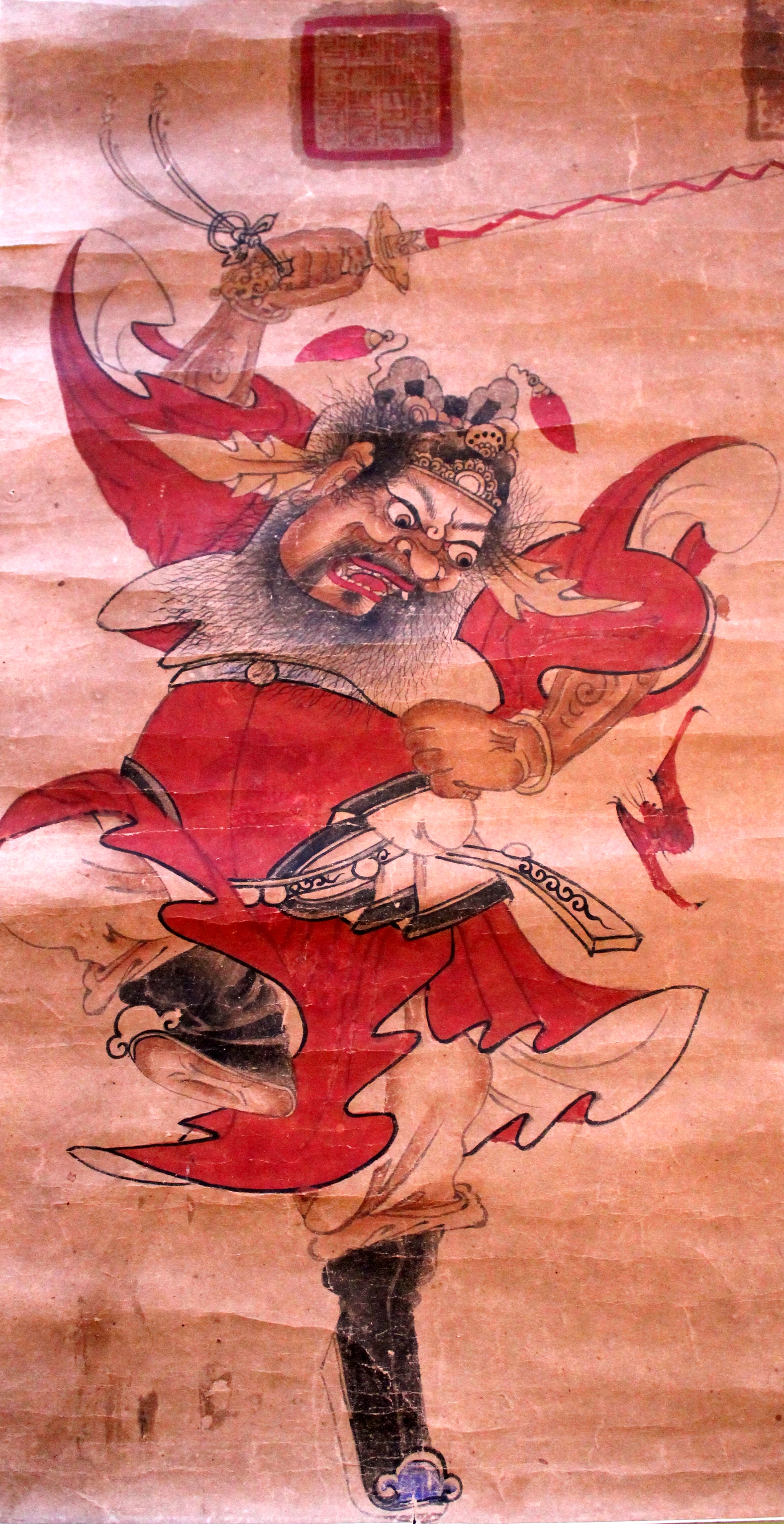
鍾馗像

《唐鍾馗全傳》又名《鍾馗斬妖傳》、《鍾馗降妖傳》，明代不題撰人編纂，成書於明萬曆年間，現藏於日本內閣文庫。《唐鍾馗全傳》是一篇紀傳體人物小說。鍾馗的故事流傳已久，最早記載於宋朝沈括的《補筆談》，全文分為「鍾馗的出身」、「鍾馗降妖、斬魔的事跡」兩部份，共四卷三十四則小故事組成。闡述相貌醜陋之鐘馗赴試不第隱居終南山，再試得中狀元時，卻因皇帝嫌其貌醜而被逐黜，不忍受辱觸階而死，其遭遇感動玉帝，封為掌陰陽的都元帥，特賜筆劍，收剿天下妖魔。

## 內容概述
鍾馗其相貌怒目圓睜、恐怖可畏、貌陋而心美、對妖魔凶恤而對人和善，凜凜正氣、袪蠹除奸的神威，此一特殊藝術形象對其後代的民俗、美術、戲曲以及小說，產生廣泛的影響。
自身面貌奇異，聰慧穎異，飽學詩書，其家有父母、妻室。但他性格倔強，只因赴試不第便羞於見江東父老，而隱居終南山，勤奮苦讀詩書。多年後，當他再試得中狀元時，卻因皇帝嫌其貌醜而被逐黜，剛強個性，使他羞愧觸階而死。然其遭遇感動玉帝，特賜筆劍，收剿天下妖魔。他為天下人斬妖除怪做盡好事，死後更受玉帝重用，被封為掌陰陽的都元帥。。